# Чаттануга
Чаттану́га (англ. Chattanooga) — город на юго-востоке США, штат Теннесси, административный центр округа Гамильтон. Население в 2008 году составляло 170 тысяч жителей (с пригородами — 518 тысяч). Чаттануга — четвёртый по количеству жителей город штата (после Мемфиса, Нашвилла и Ноксвилла). В городе имеются университет, предприятия металлургической, химической промышленности и машиностроения. Вблизи города расположены крупные ГЭС и АЭС.

## География
Город расположен в юго-восточном Теннесси на озёрах Чикамога и Никаджек, которые являются частью реки Теннесси. Чаттануга расположена приблизительно в 190 км на северо-запад от Атланты (Джорджия), приблизительно в 215 км на юго-восток от Нашвилла, и приблизительно в 235 км на северо-восток оо Бирмингема, Алабама. Чаттануга примыкает к границе Джорджии.
Согласно данным бюро статистики США, город занимает общую площадь 371 км², из которых 350 км² приходится на сушу и 21 км² — на водные ресурсы. Всего 5,56 % общей площади города занято водой.

### Климат
Чаттануга, как и большая часть Теннесси, имеет влажный субтропический климат (Cfa согласно классификации климата Кёппена) с четырьмя выраженными сезонами. Зимы преимущественно мягкие, но в течение нескольких дней в году возможно понижение температуры до 0 C° или ниже, и такая погода может сохранятся в течение всего дня. Снег — редкое явление в городе, средняя сезонная норма осадков в виде снега в Чаттануге в период с 1971 по 2000 годы составила 1,5 см. Лето обычно жаркое и влажное, дней со средней температурой воздуха +32 C° и выше насчитывается примерно 46 в году.
- Среднегодовая температура — +16,0 C°
- Среднегодовая скорость ветра — 2,1 м/сек.
- Среднегодовая влажность воздуха — 71 %

| Показатель                    | Янв.  | Фев.  | Март  | Апр. | Май  | Июнь | Июль | Авг. | Сен. | Окт. | Нояб. | Дек.  | Год   |
| ----------------------------- | ----- | ----- | ----- | ---- | ---- | ---- | ---- | ---- | ---- | ---- | ----- | ----- | ----- |
| Абсолютный максимум, °C       | 25,6  | 26,1  | 31,7  | 33,9 | 37,2 | 40,0 | 41,1 | 40,6 | 40,0 | 34,4 | 28,9  | 25,6  | 41,1  |
| Средний суточный максимум, °C | 10,1  | 12,7  | 17,6  | 22,6 | 26,6 | 30,6 | 32,3 | 32,0 | 28,4 | 22,8 | 16,8  | 11,2  | 22,0  |
| Средняя температура, °C       | 4,7   | 6,9   | 11,2  | 15,8 | 20,3 | 24,7 | 26,7 | 26,3 | 22,5 | 16,4 | 10,7  | 5,9   | 16,0  |
| Средний суточный минимум, °C  | −0,7  | 1,1   | 4,8   | 9,1  | 14,1 | 18,8 | 20,9 | 20,7 | 16,6 | 9,9  | 4,6   | 0,6   | 10,0  |
| Абсолютный минимум, °C        | −23,3 | −23,3 | −16,7 | −3,9 | 1,1  | 3,9  | 10,6 | 10,0 | 2,2  | −5,6 | −15,6 | −18,9 | −23,3 |
| Норма осадков, мм             | 125   | 123   | 127   | 101  | 104  | 103  | 125  | 88   | 103  | 83   | 127   | 125   | 1334  |
| Источник: Погода и климат     |       |       |       |      |      |      |      |      |      |      |       |       |       |

## Экономика
Город считается центром агломерации Большая Чаттануга (Greater Chattanooga), охватывающей 16 округов на стыке трёх штатов: Теннесси, Алабама и Джорджия. Привлечением новых производств на территорию региона занимаются Торгово-промышленная палата района Чаттануги и государственно-частное партнерство экономического развития Большой Чаттануги. Регион имеет предприятия различных отраслей промышленности: от автомобильной до пищевой, развиты сервис и туризм. В регионе 19 объектов среднего специального и высшего профессионального образования, развита транспортная сеть, невысокие коммунальные платежи при обеспеченности ресурсами пресной воды. Водные пути связывают регион с портами Атлантического океана, расположенными как на Восточном побережье США, так и с южной стороны на берегу Мексиканского залива. В регионе есть зоны международной торговли (Foreign-Trade Zones (FTZ)) со льготным сбором таможенных пошлин, и в Чаттануге действует зона 134. Там расположены, в частности автозавод «Фольксваген» и завод экскаваторов и лесохозяйственной техники фирмы «Komatsu». Есть фармацевтическое производство компании «Sanofi».
В городе расположена штаб-квартира грузоперевозочной компании Covenant Transport.

## Транспорт
Город находится на реке Теннесси, которую пересекают несколько мостов (по течению реки):
- автомобильный мост Уилкса Трэшера (1955 г.)
- железнодорожный мост Тенбридж (1917 г.)
- автомобильный мост Ронбинсона (1981 г.)
- автомобильный мост Ветеранов (1984 г.)
- автомобильный мост на Уолнат-стрит (1890 г.)
- автомобильный мост на Маркет-стрит (1917 г.)
- автомобильный мост Олджиати (1959 г.)

## Города-побратимы
- Нижний Тагил, Свердловская область, Россия
- Гиватаим, Тель-Авивский округ, Израиль
- Хамм, Северный Рейн-Вестфалия, Германия
- Уси, Цзянсу, КНР
- Каннын, Канвондо, Южная Корея